# Guigó-da-caatinga
Guigó-da-caatinga (nome científico: Callicebus barbarabrownae), também genericamente referido como guigó, japuçá, saá, uaiapuçá, uapuçá, iapuçá, sauá, boca-d'água, zogó, zogue-zogue, sauá, e calicebo, é uma espécie do gênero guigó (Callicebus), isto é, de macaco do Novo Mundo, da família dos piteciídeos (Pitheciidae) e subfamília calicebíneos (Callicebinae). Ocorre nas áreas mais altas da costa da Bahia, no Brasil, entre o rio Paraguaçu e o rio Itapicuru. Já foi amplamente distribuídos nas florestas ao sul do rio São Francisco, mas atualmente ocorre apenas em regiões do interior na Caatinga e existem apenas 250 indivíduos em liberdade. Possui testa e tufos pretos nas orelhas, com pelos brancos nas bochechas e no resto do corpo, com cauda marrom avermelhada.

## Etimologia
Guigó foi construído a partir de uma onomatopeia, enquanto sauá advém do tupi sawá ou sa'gwa, que por sua vez está ligado a sagwa'su, que significa literalmente "macaco grande". A forma tupi ainda gerou as demais variantes iapuçá, japuçá, uaiapuçá, uapuçá. Zogó e zogue-zogue têm origem obscura.

## Habitate ecologia
O habitat de preferência desses primatas ocorre no bioma da Caatinga, mais especificamente nas áreas matagal seco ou arbórea densa. Eles tendem a ser, em grande parte, habitantes da floresta arbórea, e os primatas provavelmente raramente desce ao solo. Eles são pequenos em tamanho e são primatas ágeis, eles também são bons escaladores pelos galhos em todos os quatro membros, usando seus membros posteriores para pular longas distâncias, agarrando-se aos galhos. Enquanto descansam, eles curvam o corpo, pendurando a cauda em um galho.

## Conservação
Apesar de abrigar inúmeras espécies não encontradas em nenhum outro lugar do mundo, apenas um por cento das florestas da Bahia, lar desta espécie, estão sob qualquer forma de proteção e como uma série de atividades destrutivas continuam a degradar a área, a ação é necessária para proteger o habitat desses primatas. Diversas organizações, incluindo o Instituto Brasileiro do Meio Ambiente, estão trabalhando para promover o estudo e a proteção dos primatas ameaçados no Brasil. A Conservation International também está ajudando a estabelecer um Corredor Central de Biodiversidade que visa conectar florestas fragmentadas, enquanto o World Wide Fund for Nature (WWF) está desenvolvendo uma estratégia geral de conservação para as florestas atlânticas brasileiras. Mais pesquisas são necessárias sobre a ecologia e o status desta espécie enigmática se ela quiser ser retirada da beira da extinção.

### População
Esta espécie está listada pela União Internacional para a Conservação da Natureza como "em perigo crítico" devido ao pequeno tamanha de sua população. A espécie é endêmica da Mata Atlântica do leste do Brasil, onde é encontrada nas montanhas costeiras dos estados da Bahia e do Sergipe. A maior parte de sua população encontra-se entre o rio Paraguaçu (norte) e Salvador (sul), e a oeste em direção a Mirorós. A população estimada é de 260 indivíduos e se encontra em declínio.

### Principais ameaças
Por habitar uma região brasileira, esses macacos estão sujeitos a um amplo desmatamento e fragmentação de habitat. A pecuária, a agricultura e a urbanização contínua são as principais ameaças. A área está em rápido desenvolvimento, facilitada por uma extensa rede de rodovias. Outras ameaças incluem perigos potenciais de estradas e linhas de energia e predação por animais domésticos. Esta espécie ocorre em pequenas populações fragmentadas que estão expostas a riscos genéticos e demográficos sinérgicos. A pressão de caça precisa ser verificada, mas provavelmente é moderada devido ao pequeno tamanho do corpo. Durante as pesquisas, alguns indivíduos foram encontrados sendo mantidos como animais de estimação. A espécie não é encontrada em nenhuma área oficialmente protegida.